# Gypona lacteipennis
Gypona lacteipennis är en insektsart som beskrevs av Fowler 1903. Gypona lacteipennis ingår i släktet Gypona och familjen dvärgstritar. Inga underarter finns listade i Catalogue of Life.